# André Steiner
André Steiner (Gera, RDA, 8 de febrero de 1970) es un deportista alemán que compitió en remo.
Participó en los Juegos Olímpicos de Atlanta 1996, obteniendo una medalla de oro en la prueba de cuatro scull. Ganó cuatro medallas en el Campeonato Mundial de Remo entre los años 1991 y 1995.

## Palmarés internacional
| Juegos Olímpicos   | Juegos Olímpicos              | Juegos Olímpicos  | Juegos Olímpicos |
| Año                | Lugar                         | Medalla           | Prueba           |
| ------------------ | ----------------------------- | ----------------- | ---------------- |
| 1996               | Atlanta (Estados Unidos)      | Medalla de oro    | Cuatro scull     |
| Campeonato Mundial |                               |                   |                  |
| Año                | Lugar                         | Medalla           | Prueba           |
| 1991               | Viena (Austria)               | Medalla de bronce | Doble scull      |
| 1993               | Račice (República Checa)      | Medalla de oro    | Cuatro scull     |
| 1994               | Indianápolis (Estados Unidos) | Medalla de bronce | Cuatro scull     |
| 1995               | Tampere (Finlandia)           | Medalla de plata  | Doble scull      |